# Puig de l'Oratori
El Puig de l'Oratori és una muntanya de 258 metres que es troba al municipi del Port de la Selva, a la comarca catalana de l'Alt Empordà.